# فرهنگ کنسل

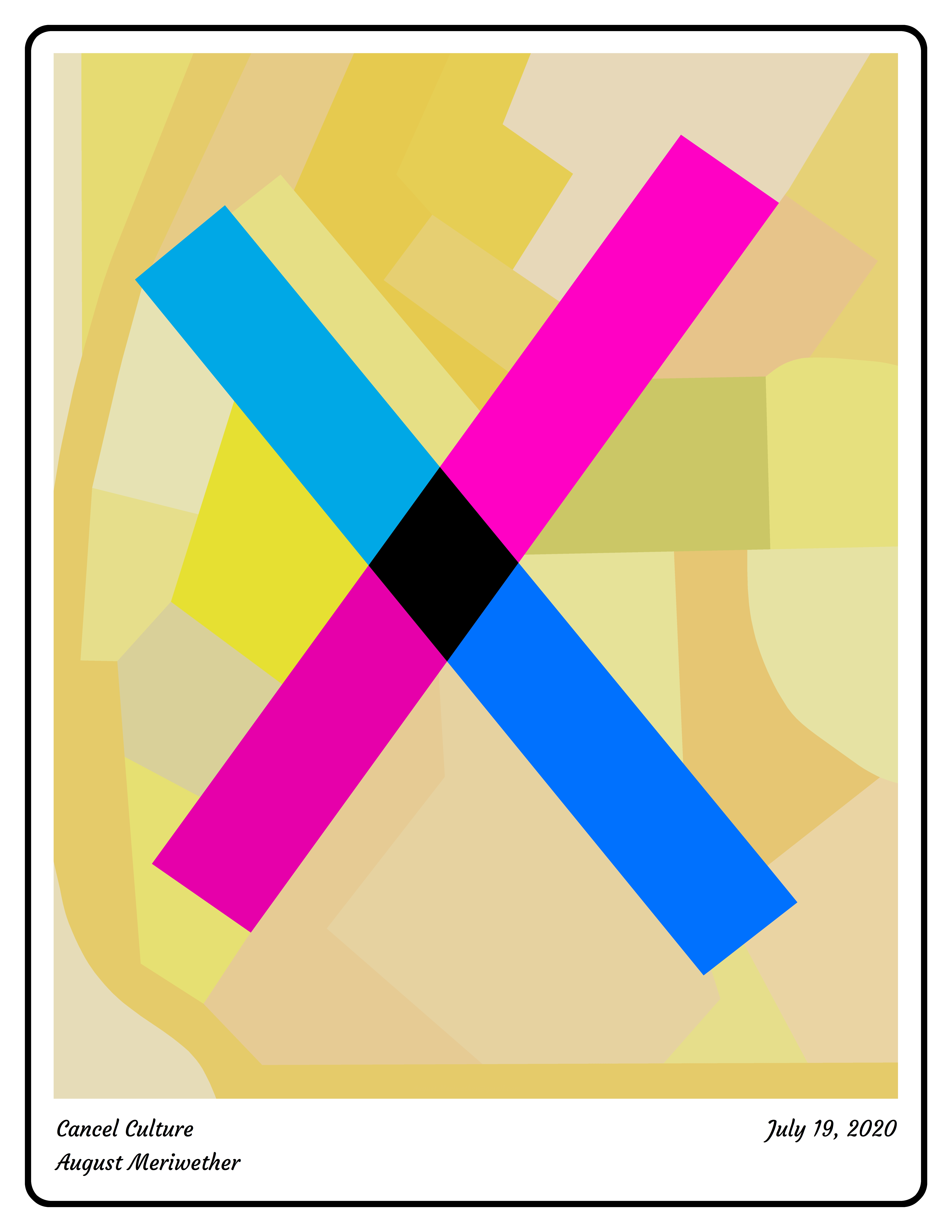
فرهنگ اخراج

فرهنگ طرد (به انگلیسی: Cancel culture) یا فرهنگ اخراج یا فرهنگ تبعید نوعی مدرن از تبعید است که در آن فرد از حلقه‌های اجتماعی یا حرفه‌ای - چه آنلاین باشد، چه در رسانه‌های اجتماعی و چه در مورد فرد از آن بیرون رانده می‌شود. عبارت «فرهنگ کنسل» اغلب دلالت ضمنی منفی دارد و عموماً در بحث‌هایی با موضوع آزادی بیان و سانسور استفاده می‌شود. در این فرهنگ معمولاً در مورد فردی که مشهور یا شناخته شده‌است به خاطر اینکه یک حرف یا عمل سؤال‌برانگیز یا بحث‌برانگیز انجام داده برخورد می‌شود. در مورد افرادی با فرهنگ کنسل مواجه می‌شود، عواقب آن می‌توان منجر به از دست دادن اعتبار و درآمد شود که به سختی می‌توان آن را بازیابی کرد. فرهنگ کنسل را می‌تواند نوعی از خوارسازی عمومی دانست.

## در فرهنگ عامه
مجموعه تلویزیونی پویانمایی آمریکایی ساوت پارک با کارزار «#ساوت‌پارک‌راکنسل‌کنید» خود در تبلیغ فصل بیست و دوم خود در سال ۲۰۱۸، فرهنگ کنسل را به سخره گرفت. در قسمت سوم این فصل، با عنوان «مشکل یک پی‌پی» اشاره‌هایی به مستند مشکل آپو، کنسل شدن روزان پس از یک توییت مجادله برانگیز از روزان بار، و جلسات رای اعتماد به برت کاوانا قاضی دیوان عالی آمریکا وجود دارد.
در سال ۲۰۱۹, فرهنگ حذف از درون مایه‌های شوی کمدی چوب‌ها و سنگ‌ها از دیو شپل بود.

## واکنش‌ها
اصطلاح فرهنگ کنسل تداعی‌های عمدتاً منفی دارد و در بحث بر سر آزادی بیان و سانسور مورد استفاده قرار می‌گیرد.
رئیس‌جمهور سابق ایالات متحده آمریکا باراک اوباما علیه فرهنگ اعتراض به دیگران در رسانه‌های اجتماعی هشدار داد و گفته «آنهایی که کارهای واقعاً خوب می‌کنند، عیب‌هایی دارند. کسانی که با آنها می‌جنگید ممکن است به کودکان شان عشق بورزند، و می‌دانید، در چیزهای معینی با شما اشتراکاتی داشته باشند.»
دونالد ترامپ رئیس جمهور آمریکا در یک سخنرانی در ژوئیه ۲۰۲۰ از فرهنگ کنسل انتقاد کرد و آن را با تمامیت‌خواهی مقایسه کرد و گفت سلاحی سیاسی است که برای مجازات و شرمسار ساختن مخالفان با راندن آنها از شغل‌هایشان و مطالبه فرمانبرداری شان مورد استفاده قرار می‌گیرد. او به این خاطر که خود در گذشته سعی کرده برخی افراد را «کنسل» خود به عنوان ریاکار مورد انتقاد قرار گرفت. ترامپ در جریان کنوانسیون ملی جمهوریخواه ۲۰۲۰ بیان داشت که فرهنگ کنسل باعث شده آمریکاییان نیک در ترس از اخراج، تبعید، تحقیر، و رانده شدن از جامعه زندگی کنند.